# Johan Blaauwendraad
Johan Blaauwendraad (Woudenberg, 22 april 1940) is een Nederlands civiel ingenieur, publicist, emeritus hoogleraar toegepaste mechanica aan de faculteit der Civiele Techniek aan de Technische Universiteit Delft, en rector magnificus in het studiejaar 1997-1998. 
Op het gebied van de civiele techniek schreef Blaauwendraad enige werken over de eindige-elementenmethode. Hij publiceerde tevens enige werken over zijn gereformeerde geloofsbelijdenis.

## Levensloop

### Jeugd, opleiding en eerste carrièrestappen
Blaauwendraad werd geboren in Woudenberg in 1940 als zoon van Breunis Blaauwendraad en Jannetje G. (van den Bosch) Blaauwendraad. Hij groeide op in een gereformeerd gezin in Scherpenzeel, waar zijn ouders volgeling waren van de ultra-rechtzinnige Cornelis Steenblok.
Na zijn middelbare school aan de hogereburgerschool, studeerde hij Weg- en Waterbouwkunde aan de Technische Hogeschool Delft van 1957 tot 1962, waar hij actief was in de reformatorische studentenvereniging Civitas Studiosorum in Fundamento Reformato. 
Blaauwendraad begon zijn carrière als onderzoeker bij TNO en Rijkswaterstaat. In 1973 publiceerde hij daar een eerste werk over een door hem ontwikkeld technisch natuurkundig model van gewapend beton onder druk. Hetzelfde jaar publiceerde hij ook het tweedelige standaardwerk Elementenmethode voor constructeurs geschreven met A.W.M. Kok.

### Verdere carrière en activiteiten
In 1980 werd Blaauwendraad aangesteld als bijzonder hoogleraar Civiele Techniek aan de Technische Universiteit Delft, waarbij hij de inaugurele rede sprak, getiteld Facetten van mechanica anno Domini 1980 In 1986 volgde een fulltime aanstelling als gewoon hoogleraar Toegepaste Mechanica aan de faculteit Civiele Techniek. In september 2003 ging hij daar met emeritaat. In het studiejaar 1997-1998 was hij tevens rector magnificus. 
Sinds de jaren 1980 publiceerde Blaauwendraad werk voorbij de technische wetenschap over theologische thema's. Zo voerde hij in 1988 met Ruth Seldenrijk de redactie van de publicatie Langs natuurwetenschap en evolutie-theorie. Een bijbels-historische ontdekkingstocht. Rond de eeuwwisseling schreef hij twee werken over zijn eigen geloofsbelijdenis; Het is ingewikkeld geworden in 1997, en De leer tegen het licht in 2000. Hierin was hij kritisch over de leer van de Gereformeerde Gemeenten.

### Persoonlijk
Blaauwendraad trouwde op 3 april 1963 met Hendrika van Veldhuizen, en het echtpaar kreeg vier kinderen.

## Publicaties
- J. Blaauwendraad. Fysical-engineering model of reinforced concrete frames in compression. The Hague : Government Publishing Office, 1973.
- J. Blaauwendraad & A.W.M. Kok. Elementenmethode voor constructeurs,  Amsterdam : Agon Elsevier, 1973.
- J. Blaauwendraad. Het is ingewikkeld geworden : pleidooi voor gewoon gereformeerd. Heerenveen : Groen, 1997.
- J. Blaauwendraad. Eindige-elementenmethode voor staafconstructies. 2000.
- J. Blaauwendraad. De leer tegen het licht : belofte en verbond in Woord en Reformatie. Heerenveen : Groen, 2000.

Verdere publicaties, een selectie:
- Blaauwendraad, J. "CAD/CAM, breed gezien: van schot naar scherm." (1987) in: Termen en Schermen. Diesrede TD Delft, 13 januari 1987. TU Delft 1987.